# Kruhlaje
Kruhlaje (vitryska: Круглае) är en köping i Vitryssland.   Den ligger i voblasten Mahiljoŭs voblast, i den nordöstra delen av landet, 150 km öster om huvudstaden Horad Mіnsk. Kruhlaje ligger 195 meter över havet och antalet invånare är 7 620.

## Natur och klimat
Terrängen runt Kruhlaje är platt. Närmaste större samhälle är Talatjyn, 18,8 km norr om Kruhlaje.
Trakten runt Kruhlaje består till största delen av jordbruksmark. Runt Kruhlaje är det ganska glesbefolkat, med 22 invånare per kvadratkilometer.  Trakten ingår i den hemiboreala klimatzonen. Årsmedeltemperaturen i trakten är 4 °C. Den varmaste månaden är juli, då medeltemperaturen är 19 °C, och den kallaste är februari, med −12 °C.